# Zafarana
Zafarana est une ville d'Égypte située au bord de la mer Rouge, au débouché du Ouadi Araba. 